# Malthinus dogueti
Malthinus dogueti es una especie de coleóptero de la familia Cantharidae.

## Distribución geográfica
Habita en Argelia.